# Сторчеус Руслан Олександрович
Русла́н Олекса́ндрович Сторчеус (1979—2014) — український правоохоронець, юрист, лейтенант міліції, доброволець, учасник Євромайдану та російсько-української війни, перший командир батальйону «Херсон». Позивний Рус.

## Життєпис
Народився 11 січня 1979 року в Херсоні, в родині робітників. 1995 року закінчив херсонську ЗОШ № 30; 1996-го — Херсонський академічний ліцей при Херсонському державному педагогічному інституті. 2001 року здобув вищу педагогічну освіту в Херсонському державному педагогічному інституті за спеціальністю «Географія і біологія».
Працював юрисконсультом заводоуправління АТ «Херсонський електромеханічний завод»; начальником юридичного відділу.
2009 року з відзнакою закінчив Херсонський юридичний інститут Харківського національного університету внутрішніх справ, здобувши повну вищу освіту за спеціальністю правознавство (кваліфікація — спеціаліст-юрист).
Впродовж 2001—2003 працював в Акціонерному товаристві «Херсонський електромеханічний завод» на посаді юрисконсульта заводоуправління, у 2003—2006 — начальником юридичного відділу, у 2006—2008 начальником юридичного бюро.
У 2008—2009 працював у Товаристві з обмеженою відповідальністю «Херсонавтотранс», обіймаючи посади начальника юридичного відділу, начальника служби економічної безпеки, контролю та юридичного забезпечення. У 2009—2011 — юрисконсульт групи правового забезпечення, претензійно-позовної роботи Херсонської філії Публічного акціонерного товариства «Дженералі Гарант», у 2011—2014 роках — юрисконсульт групи правового забезпечення, претензійно-позовної роботи Херсонської філії Публічного акціонерного товариства «Українська страхова компанія „Гарант-Авто“».
Був активним учасником Помаранчевої революції 2004 року. З початком протестів у 2013 році рушив на Євромайдан. Згодом став членом Народної самооборони Херсона. Після анексії Криму записався добровольцем, лейтенант міліції, командир батальйону патрульної служби міліції особливого призначення «Херсон».
Загинув 25 серпня 2014 року — на службовому автомобілі потрапив у засідку терористів під Іловайськом, загинув і водій Олег Пешков.
Похований на кладовищі Геологів м. Херсон, на Меморіалі пам'яті загиблих бійців АТО.
Вдома залишилися дружина і троє дітей.

## Нагороди
- 31 жовтня 2014 року за особисту мужність і героїзм, виявлені у захисті державного суверенітету та територіальної цілісності України, вірність військовій присязі під час російсько-української війни, відзначений — нагороджений орденом «За мужність» III ступеня (посмертно)[3].
- «Іловайський Хрест» (посмертно).

## Вшанування пам'яті
- 16 лютого 2015 року відкрили меморіальну дошку на фасаді головного корпусу Херсонського державного університету, де навчався Руслан Сторчеус[4].
- 24 серпня 2017 року в Херсоні відкрили сквер на честь батальйону «Херсон». Сквер носить ім'я командира батальйону Руслана Сторчеуса. На території скверу встановлено меморіальний знак з його ім'ям[5].
- Його портрет розміщений на меморіалі «Стіна пам'яті полеглих за Україну» у Києві: секція 3, ряд 1, місце 22.
- У місті Херсон вулицю Кольцова перейменували на вулицю Руслана Сторчеуса.[6]
- Вшановується 25 серпня на щоденному ранковому церемоніалі вшанування українських захисників, які загинули цього дня у різні роки внаслідок російської збройної агресії[7]